# Причулымский (Асино)
Причулымский  — микрорайон (посёлок) в городе Асино, административном центре Асиновского района Томской области России. Находится на территории Асиновского городского поселения.

## География
Город расположен на левом берегу реки Чулым (приток Оби) и её притоке Быстрая Курья.

## Инфраструктура
Причулымский ФАП, Причулымская основная общеобразовательная школа (официально ликвидирована в 2020 году).

## Транспорт
Проходит дорога местного значения муниципального района «г. Асино — мкр. „пос. Вознесенка“ — мкр. „пос. Причулымский“».
Остановка общественного транспорта «Причулымский» находится в центре посёлка.